# 堀正
堀 正（ほり ただし、1951年6月 - ）は、日本の心理学者、翻訳家。群馬大学名誉教授。東京都出身。専門は心理学（言語心理学、社会心理学）。

## 来歴・人物
- 1951年6月　東京都に生まれる
- 1976年3月　東京都立大学 (1949-2011)人文学部卒業
- 1984年3月　東京都立大学 (1949-2011)大学院人文科学研究科博士課程単位取得退学
- 1986年2月　電気通信政策総合研究所研究員主任研究員
- 1992年4月　群馬大学教養部助教授
- 1993年10月　群馬大学社会情報学部助教授
- 2007年4月　群馬大学社会情報学部情報行動学科教授
- 2013年4月　群馬大学名誉教授

## 専門分野
- 社会心理学
- 言語心理学

命名の心理学、コミュニケーション行動

## 研究テーマ
- 情報化社会における言語の役割
- 情報化社会におけるさまざまなニューメディアの出現とその利用の心理学的研究
- キャンパスにおけるセクシュアルハラスメント
- コーチング心理学
- 人間支援学

## 著書・論文

### 著書
- 『心理学四面鏡』（新曜社、1981年）
- 『現代心理学』（北大路書房、1986年）
- 『現代心理学用語事典』（垣内出版、1986年）
- 『対人心理学の最前線』（サイエンス社、1992年）

### 翻訳
- 『パーソナリティ――心理学的解釈』（G.W. Allport著、詫摩武俊・青木孝悦・ 近藤由紀子・堀正訳、新曜社、1982年）
- 『LSD――幻想世界への旅』（A. Hofmann著、福屋武人監訳、堀正・榎本博明訳、新曜社、1984年）
- 『矛盾の研究』（三和書房、1986年）
- 『病院におけるチャイルドライフ――子どもの心を支える"遊び"プログラム』（Richard H. Thompson・Gene Stanford著、小林登監修、野村みどり監訳、堀正訳、中央法規出版、2000年）
- 『住まいのバリアフリー ハウスアダプテーション 実務者のための手引書』（Rosemary Statham・Jean Korczak・Philip Monaghan著、野村みどり監訳、大原一興・横山勝樹・堀正・池田誠訳、建築技術、2002年）
- 『コーチング心理学ハンドブック』（Stephen Palmer・Alison Whybrow編著、堀正監修・監訳、自己心理学研究会訳、金子書房、2011年）

### 論文
- 『文化とパーソナリティ－心理学の立場と文化人類学の立場－』　（心理学評論　第23巻4号、1980年）
- 『A psychological study on dual symbolic classification of opposed concepts』　（Japanese Psychological Research.、1984年）
- 『情報通信時代におけるパーソナル・コミュニケーション』　（群馬大学教養部紀要　第26巻2号、1992年）
- 『調査にみるコミュニケーションの諸相』　（平成6年度特定研究報告書「群馬県の地域情報に関する総合的研究」、1995年）
- 『都市型CATVの利用―加入者ヒアリング調査の結果から―』　（群馬大学社会情報学部研究論集　創刊号、1995年）
- 『情報社会におけるプライバシーと個人情報保護』　（群馬大学社会情報学部研究論集第3号、1997年）
- 『情報社会におけるリテラシー問題』　（比較文化研究　第35巻、1997年）
- 『Measures for Students with Disabilities and Measures against Sexual Harassment in National, Public and Private Universities of Japan』　（群馬大学社会情報学部研究論集第6巻、1999年）
- 『人間支援学の構築に向けて』　（支援対話研究第1号、2013年）

## 所属学会
- 日本心理学会
- 情報通信学会
- 日本比較文化学会
- 日本社会福祉学会
- 日本特殊教育学会
- 日本支援対話学会（顧問）